# Kurt Bühligen
Kurt Bühlingen (Granschütz, 13 de dezembro de 1917 — Nidda, 11 de agosto de 1985) foi um piloto de caça alemão da Luftwaffe e recebeu a Cruz de Cavaleiro da Cruz de Ferro com Folhas de Carvalho e Espadas durante a Segunda Guerra Mundial. Ele foi creditado com 112 aeronaves inimigas abatidas em mais de 700 missões de combate. Suas vitórias foram todas reivindicadas na Frente Ocidental e incluíram 14 bombardeiros quadrimotores e 47 caças Supermarine Spitfire.
Nascido em Granschütz, Bühligen, foi voluntário para o serviço militar na Luftwaffe da Alemanha Nazista em 1936. Inicialmente treinado como mecânico de aeronaves, após a eclosão da Segunda Guerra Mundial, ele foi treinado como piloto. Em junho de 1940, ele foi colocado na Jagdgeschwader 2 "Richthofen" (JG 2). Ele lutou na Batalha da Grã-Bretanha e conquistou sua primeira vitória aérea naquela campanha em 4 de setembro de 1940. Promovido ao posto de oficial, Bühligen foi nomeado líder do esquadrão do 4. Staffel (4.º esquadrão) do JG 2 em abril de 1942. Em novembro de 1942. 1942, sua unidade foi transferida para o Mediterrâneo onde reivindicou sua 50.ª vitória aérea em fevereiro de 1943. De volta à Frente do Canal, foi nomeado comandante do II. Gruppe (2.º grupo) do JG 2 em abril de 1943. Após sua 96.ª vitória, Bühligen foi condecorado com a Cruz de Cavaleiro da Cruz de Ferro com Folhas de Carvalho em março de 1944. Em abril de 1944, ele substituiu Kurt Ubben como comandante do JG 2. Ele reivindicou seu 100.ª vitória em 7 de junho de 1944 e em agosto recebeu a Cruz de Cavaleiro da Cruz de Ferro com Folhas de Carvalho e Espadas após 104 vitórias aéreas. Em maio de 1945, ele foi feito prisioneiro de guerra pelas forças soviéticas e libertado em 1949.
Bühligen então se estabeleceu em Nidda onde trabalhou com vendas de automóveis. Ele morreu em 11 de agosto de 1985 em Nidda.

## Início da vida e carreira
Bühligen, filho de um encanador, nasceu em 13 de dezembro de 1917 em Granschütz, na Província da Saxônia do Império Alemão. Ele se juntou ao serviço militar da Luftwaffe com a Flieger-Ersatz-Abteilung (Unidade de Substituição de Aviador) em Oschatz no dia 13 de março de 1936. Após seu treinamento de recruta, ele serviu como mecânico de aeronaves na Kampfgeschwader 153 (KG 153) a partir de setembro de 1937 a 15 de fevereiro de 1938. Ele então serviu como mecânico no 2. Staffel (2.º esquadrão) da Kampfgeschwader 4 (KG 4) de 16 de fevereiro de 1938 a 30 de abril de 1939.

## Segunda Guerra Mundial

Emblema do JG 2 "Richthofen"

A Segunda Guerra Mundial na Europa começou na sexta-feira, 1.º de setembro de 1939, quando as forças alemãs invadiram a Polônia. Bühligen então treinou como piloto, e foi então enviado para a Jagdgeschwader 2 "Richthofen" (JG 2)), em homenagem ao ás da Primeira Guerra Mundial Manfred von Richthofen, como Unteroffizier (oficial não comissionado) em 15 de junho de 1940. Lá, ele foi designado para o 2. Staffel do I. Gruppe (1.º grupo) do JG 2 que estava equipado com o caça Messerschmitt Bf 109. Na época, o 2. Staffel estava sob o comando do Oberleutnant (primeiro-tenente) Karl-Heinz Greisert.
Em 4 de setembro de 1940, Bühligen reivindicou sua primeira vitória aérea, um Hawker Hurricane abatido sobre Dover. Ele foi então transferido para o 6. Staffel, um esquadrão do II. Gruppe (2.º grupo) do JG 2. Lá, Bühlingen voou frequentemente como ala para Greisert. Greisert foi colocado no comando do II. Gruppe em 2 de setembro. Em setembro de 1940, Bühligen conquistou três vitórias aéreas, um Hurricane em 11 de setembro e dois Supermarine Spitfires em 26 e 30 de setembro cada. Após mais três vitórias conquistadas em outubro, ele foi premiado com a Cruz de Ferro de 1.ª classe (Eisernes Kreuz erster Klasse) em 29 de outubro de 1940. Bühligen reivindicou mais uma vitória aérea em 7 de novembro de 1940, um Hurricane a sudeste da Ilha de Wight, antes de ser transferido para o 4. Staffel, também um esquadrão do II. Gruppe.
Em 18 de junho de 1941, o II. Gruppe mudou-se de Beaumont-le-Roger para Abbeville-Drucat, onde permaneceu pelos próximos seis meses. A partir deste ponto, o Gruppe se defendeu contra a ofensiva do Comando de Caças da RAF sobre a França. Em julho e agosto de 1941, enquanto voava com o 4. Staffel, Bühligen abateu sete Spitfires, um em 7 de julho, dois em 10 de julho, um em 11 de julho, dois em 23 de julho e outro em 7 de agosto, respectivamente. Ele então serviu com o Stab (unidade sede) do JG 2 e conquistou mais seis vitórias aéreas em agosto e setembro de 1941, um Hurricane e cinco Spitfires. Um ano após sua primeira vitória aérea, Bühligen foi premiado com a Cruz de Cavaleiro da Cruz de Ferro (Ritterkreuz des Eisernen Kreuzes) em 4 de setembro de 1941. Na época, ele foi creditado com 21 vitórias aéreas e 15 balões amarrados derrubados.
Em 1 de janeiro de 1942, Bühligen foi promovido a Leutnant (segundo-tenente). Em março de 1942, o II. Gruppe começou a se converter no caça de motor radial Focke-Wulf Fw 190. O treinamento de conversão foi feito em um sistema round-robin, Staffel por Staffel, no aeródromo de Le Bourget, perto de Paris. A conversão foi concluída no final de abril. A partir de então, o Gruppe foi equipado com as variantes Fw 190 A-2 e A-3. Bühligen foi nomeado Staffelkapitän (líder do esquadrão) do 4. Staffel do JG 2 em 1 de agosto de 1942, sucedendo assim o Oberleutnant Jürgen Hepe que foi transferido. Ele reivindicou suas primeiras vitórias aéreas como Staffelkapitän durante a Batalha de Dieppe em 19 de agosto. Naquele dia, o II. Gruppe conquistou 26 vitórias aéreas, incluindo quatro Spitfires derrubados por Bühligen, pela perda de quatro Fw 190s. No início de novembro, o Gruppe mudou-se de Beaumont para Merville antes de receber ordens de se mudar para a Frente do Mediterrâneo.

### Frente do Mediterrâneo
No início de novembro de 1942, os aliados ocidentais lançaram a Operação Tocha, a invasão anglo-americana da África do Norte Francesa. Em 17 de novembro, o II. Gruppe do JG 2 foi retirado da Frente do Canal da Mancha e mandado para San Pietro Clarenza, Sicília. Na época, o Gruppe estava equipado com o Fw 190 A-3, alguns Fw 190 A-2 e recebeu a variante A-4 no início de dezembro. Isso fez do II. Gruppe do JG 2, a única unidade de caça equipada com Fw 190 na Frente do Mediterrâneo. O Gruppe voou suas primeiras missões em 19 de novembro, garantindo o transporte aéreo e marítimo alemão para Túnis. Naquele dia, elementos do II. Gruppe começou a se mudar para o aeródromo de Bizerte. Bühlingen reivindicou sua primeira vitória aérea nessa frente em 3 de dezembro sobre um Spitfire ao sul de Tebourba

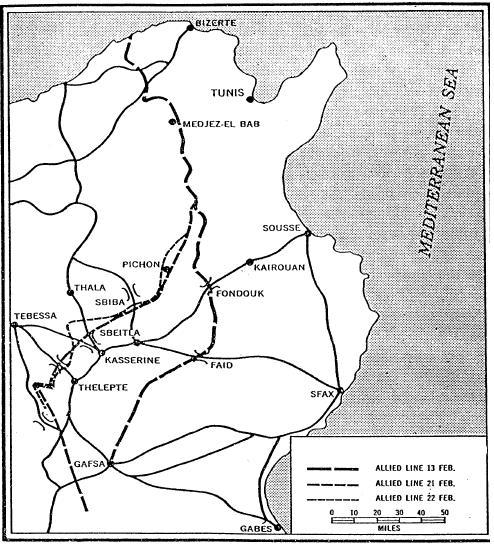
Área de atuação do II. Gruppe na Tunísia.

Em 5 de dezembro, seu Gruppenkommandeur interino (comandante do grupo) Oberleutnant Adolf Dickfeld apresentou Bühligen para promoção preferencial a Oberleutnant. A nomeação foi revista pelo comandante geral do II. Fliegerkorps (2.º Corpo Aéreo) General der Flieger (General da Aviação) Bruno Loerzer, com sede em Taormina, Sicília e por Feldmarschall (Marechal de Campo) Albert Kesselring, na época Oberbefehlshaber Süd (Comandante do Exército Sul). Tanto Loerzer quanto Kesselring aprovaram a indicação que levou à promoção de Bühligen em 1 de fevereiro de 1943. Em 26 de dezembro, dezoito bombardeiros Boeing B-17 Flying Fortress das Forças Aéreas do Exército dos Estados Unidos (USAAF), escoltados por oito caças Lockheed P-38 Lightning, atacaram o porto de Bizerte destruindo cerca de 100 barris de combustível e danificando um cargueiro. O II. Gruppe interceptou a formação da USAAF em seu retorno da área-alvo, reivindicando três caças P-38 abatidos, incluindo dois por Bühligen.
Em janeiro de 1943, a maior parte do II. Gruppe do JG 2 foi baseado em um aeródromo em Sidi Ahmed perto de Bizerte. Em 4 de janeiro, o 4. Staffel interceptou uma formação de bombardeiros Douglas A-20 Havoc "Boston", escoltados por caças Curtiss P-40 Warhawk, em missão de bombardeio a Fondouk, aproximadamente 140
 quilômetros (87 milhas) a sudeste de Bizerte. Os bombardeiros já estavam sendo atacados por Bf 109s do I. Gruppe da Jagdgeschwader 53 (JG 53) quando o 4. Staffel encontrou os bombardeiros a oeste de Fondouk. Neste encontro, Bühlingen derrubou um P-40 e um Boston que ele erroneamente identificou como um bombardeiro Martin B-26 Marauder. Em 7 de janeiro, o II. Gruppe mudou-se para o aeródromo de Kairouan. No dia seguinte, o II. Gruppe voou em inúmeras missões e conquistou doze vitórias aéreas, incluindo três P-38 abatidos por Bühligen, pela perda de dois Fw 190. Um dos P-38 reivindicados por Bühligen era do 49.º Esquadrão de Caças que atacava tanques perto de Kairouan. Em 14 de janeiro, ele foi creditado com a destruição de outro P-38. Um voo de bombardeiros B-17, escoltados por P-38, atacou o porto de Sousse.
Em 30 de janeiro, cinco Fw 190 do 4. Staffel foram enviados às 07:30 para interceptar um voo de seis Spitfires localizados a noroeste de Kairouan. Logo após a decolagem, o 4. Staffel interceptou os Spitfires e reivindicou três Spitfires derrubados, incluindo dois por Bühligen, sem perda. Em 2 de fevereiro, Bühligen tornou-se um "ás em um dia", reivindicando três P-40, um Spitfire e um Bell P-39 Airacobra em combate perto de Kairouan. Apenas um Spitfire foi abatido neste dia e Bühligen, de acordo com a lista de reivindicações, foi o único alemão a relatar um destruído. O Esquadrão N.º 225 da RAF perdeu o Oficial de Voo S.H.A Short morto perto de Kasserine. Dez P-40s do 33.º Grupo de Caças foram perdidos—oito do 59.º Esquadrão de Caças e dois do 60.º Esquadrão de Caça. Cinco pilotos americanos foram mortos em ação e um capturado. Pilotos alemães reivindicaram 13 caças aliados; 11 foram registrados perdidos em combate aéreo.
O II. Gruppe voou suas últimas missões de combate na África do Norte em 11 e 12 de março de 1943. Na época, o Gruppe tinha dez Fw 190 restantes, sete dos quais ainda em serviço. Bühligen conquistou três vitórias aéreas em 12 de março, dois P-38 e um B-17 perto do aeródromo de La Sebala.  Em 18 de março, as aeronaves foram entregues ao III. Gruppe da Schnellkampfgeschwader 10 (SKG 10). Os pilotos e pessoal de terra foram levados para a Sicília em 22 de março.

### Comandante do grupo
O II. Gruppe foi então enviado para Beaumont-le-Roger, onde chegou em 27 de março de 1943 e equipado com o Bf 109 G. Até meados de maio, o Gruppe treinou neste caça. Durante este período de treinamento, Bühlingen foi promovido a Hauptmann (capitão) em 1 de maio. As primeiras missões operacionais após a mudança para a França foram realizadas em 13 de maio. Em 15 de maio, o II. Gruppe defendeu contra um ataque ao aeródromo Poix-Nord em Poix-de-Picardie. Durante este combate, Bühligen reivindicou um North American P-51 Mustang abatido 30
 quilômetros (19 milhas) ao norte-noroeste de Berck. Dois dias depois, ele reivindicou um Hawker Typhoon abatido ao norte de Caen. Bühligen recebeu a Cruz Germânica em Ouro (Deutsches Kreuz in Gold) em 25 de junho de 1943.

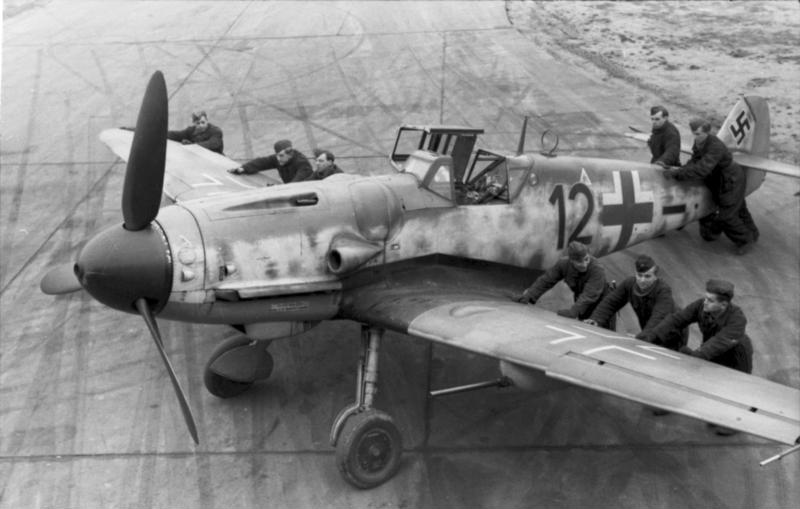
Messerschmitt Bf 109 do JG 2, setembro de 1943

Em 1 de julho de 1943, Bühligen foi nomeado Gruppenkommandeur (comandante do grupo) do II. Gruppe do JG 2. Ele substituiu o Hauptmann Erich Rudorffer nesta qualidade que havia sido transferido para o IV. Gruppe da Jagdgeschwader 54 (JG 54). Naquele dia, a maioria dos elementos aéreos do II. Gruppe mudou-se para a Base Aérea de Évreux-Fauville. Em 4 de julho, Bühligen liderou o II. Gruppe contra um ataque do VIII. Comando de Bombardeiros da USAAF, mais tarde renomeado para Oitava Força Aérea, em Nantes e Le Mans. O Gruppe reivindicou três B-17s e cinco caças de escolta abatidos pela perda de um Bf 109 abatido e seis mais danificados. Bühlingen foi creditado com a destruição de um Spitfire e um Republic P-47 Thunderbolt neste combate. Em 14 de julho, Bühligen liderou o II. Gruppe em defesa de um ataque da USAAF aos aeródromos de Villacoublay e Le Bourget. Naquele dia, o II. Gruppe reivindicou três B-17s, um P-47 e quatro Spitfires, incluindo um de Bühlingen, destruídos pela perda de dois Bf 109 e mais um Bf 109 danificado.
No início de setembro de 1943, as operações aéreas aliadas sob o engano da Operação Starkey estavam muito ativas. Em 6 de setembro, o II. Gruppe defendeu contra bombardeiros pesados da USAAF atacando Estugarda. Naquele dia, o II. Gruppe conquistou oito vitórias aéreas, incluindo quatro de Bühlingen, pela perda de três Bf 109s.
Bühligen foi promovido a Major em 1 de janeiro de 1944 e recebeu a Cruz de Cavaleiro da Cruz de Ferro com Folhas de Carvalho (Ritterkreuz des Eisernen Kreuzes mit Eichenlaub) em 2 de março de 1944. Ele foi o 413.º membro das forças armadas alemãs a ser assim homenageado e na época foi listado com 96 vitórias aéreas. A apresentação foi feita por Adolf Hitler no Berghof, residência de Hitler no Obersalzberg dos Alpes da Baviera, em 4 de abril de 1944. Entre outros, também estiveram presentes na cerimônia de premiação o Hauptmann Hans-Joachim Jabs, o Major Bernhard Jope e o Major Hansgeorg Bätcher.

### Comandante de ala
Em 27 de abril de 1944, o Major Kurt Ubben Geschwaderkommodore (comandante de ala) do JG 2 foi morto em ação. Em consequência, Bühligen tornou-se o último Geschwaderkommodore do JG 2. Em 7 de junho de 1944, Bühligen abateu dois Republic P-47 Thunderbolt nas proximidades de Caen, levando seu total para 100 vitórias aéreas. Ele foi o 75.º piloto da Luftwaffe a atingir a marca centenária. Após sua 104.ª vitória aérea, Bühligen recebeu a Cruz de Cavaleiro da Cruz de Ferro com Folhas de Carvalho e Espadas (Ritterkreuz des Eisernen Kreuzes mit Eichenlaub und Schwertern) em 14 de agosto de 1944. Ele foi o 88.º membro das forças armadas alemãs a ser homenageado. Em 1 de outubro, Bühligen foi promovido a Oberstleutnant (tenente-coronel)
Em 5 de dezembro de 1944, Bühlingen foi informado sobre os objetivos operacionais da Operação Bodenplatte, uma operação de superioridade aérea em apoio à Batalha das Ardenas lançada em 1 de janeiro de 1945. A reunião ocorreu na sede da II. Jagdkorps (2.º Corpo de Caça) em Flammersfeld. O principal objetivo do JG 2 era o aeródromo de Sint-Truiden, onde sofreu pesadas perdas no ataque. O próprio Bühligen não voou durante a Operação Bodenplatte.
Como Geschwaderkommodore, Bühligen foi mandado para Berlim em 22 de janeiro de 1945 e participou da reunião com o Reichsmarschall Hermann Göring que mais tarde foi apelidado de Revolta dos Pilotos de Caças. Esta foi uma tentativa de restabelecer o Generalleutnant Adolf Galland como General der Jagdflieger que havia sido demitido por franqueza em relação ao Oberkommando der Luftwaffe (Alto Comando da Força Aérea), e foi substituído por Oberst Gordon Gollob. A reunião foi realizada na Haus der Flieger em Berlim e contou com a presença de vários líderes de pilotos de caça de alto escalão, incluindo Bühligen, Günther Lützow, Hannes Trautloft, Hermann Graf, Gerhard Michalski, Helmut Bennemann, Erich Leie e Herbert Ihlefeld, e seu antagonista Göring apoiado por sua equipe Bernd von Brauchitsch e Karl Koller. Os pilotos de caça, com Lützow assumindo a liderança como porta-voz, criticaram Göring e o responsabilizaram pessoalmente pelas decisões tomadas que efetivamente levaram à guerra aérea perdida sobre a Europa.
Durante os dias finais da Segunda Guerra Mundial na Europa, Bühligen liderou o JG 2 em operações contra o avanço soviético na Frente Oriental. Em 18 de abril, os remanescentes do JG 2 se mudaram para Cham. Dois dias depois, o JG 2 mudou-se para o Aeroporto de Berlim-Tempelhof via Plzeň, onde reabasteceu e seguiu para o aeródromo de Leck. De Leck, o JG 2 voou em missões de apoio às forças alemãs que lutaram na Batalha de Berlim. Na época, Leck estava sob constante ataque da RAF. No dia 23 de abril, alguns elementos do I. e II. Gruppe que ainda estava baseado em Cham se rendeu às forças dos EUA. Alguns pilotos conseguiram voar para Pocking antes de seguir para a área de Erding-Holzkirchen-Prien. Com 12 aeronaves restantes, Bühligen dissolveu o JG 2 em 30 de abril, enquanto partes do JG 2 foram dispersadas em Leck e Föching perto de Straubing. Os últimos elementos do JG 2 se renderam às forças britânicas em 8 de maio em Leck. Uma falha no motor fez com que Bühligen fosse feito prisioneiro pelos soviéticos, sendo finalmente libertado em 1950.
Ele derrubou cerca de 112 aeronaves inimigas em mais de 700 operações, tornando-se o quarto maior pontuador da Luftwaffe contra os Aliados Ocidentais. Todas as suas vitórias foram reivindicadas na Frente Ocidental e no Norte da África e incluíram 47 Spitfires e 46 vítimas das Forças Aéreas do Exército dos Estados Unidos (USAAF); 13 P-38, 9 P-47, 7 Spitfires operados pelos EUA e 14 bombardeiros quadrimotores. Ele nunca foi abatido, mas teve que fazer pousos de emergência em 3 ocasiões. Seu comando final foi Geschwaderkommodore do JG 2.

## Sumário da carreira

### Condecorações
- Distintivo de Ferido
  - em Preto[49]
  - em Prata[49]
- Troféu de Honra da Luftwaffe (24 de julho de 1941)[50]
- Distintivo de Voo do Fronte da Luftwaffe
  - em Ouro (31 de julho de 1941)[8]
  - em Ouro com Flâmula "700"[49]
- Distintivo de Piloto/Observador[49]
- Cruz Germânica em Ouro (25 de junho de 1943) como Leutnant no 4./JG 2[51]
- Cruz de Ferro (1939)
  - 2ª classe (10 de setembro de 1940)[8][52]
  - 1ª classe (29 de outubro de 1940)[8][52]
- Cruz de Cavaleiro da Cruz de Ferro (4 de setembro de 1941) como Oberfeldwebel e piloto no II./JG 2[53][Nota 3][Nota 4]
  - 413ª Folhas de Carvalho (2 de março 1944) as Major e Gruppenkommandeur do II./JG 2[54][56][57]
  - 88ª Espadas (14 de agosto de 1944) como Major e Geschwaderkommodore do JG 2[54][58][59]

### Promoções
- 1 de janeiro de 1942 – Leutnant (segundo-tenente)[12]
- 1 de fevereiro de 1943 – Oberleutnant (primeiro-tenente)[12]
- 1 de maio de 1943 – Hauptmann (capitão)[12]
- 1 de janeiro de 1944 – Major (major)[12]
- 1 de outubro de 1944 – Oberstleutnant (tenente-coronel)[43]